# Макарівська селищна рада
Мака́рівська се́лищна ра́да — адміністративно-територіальна одиниця та орган місцевого самоврядування в Макарівському районі Київської області. Адміністративний центр — селище міського типу Макарів.

## Загальні відомості
Макарівська селищна рада утворена в 1918 році.
- Територія ради: 62,76 км²
- Населення ради: 13 319 осіб (станом на 2001 рік)
- Територією ради протікає річка Здвиж

## Населені пункти
Селищній раді підпорядковані населені пункти:
- смт Макарів
- с. Зурівка
- с. Калинівка
- с. Фасівочка

## Склад ради
Рада складається з 26 депутатів та голови.
- Голова ради: Токар Вадим Яковлевич
- Секретар ради: Островська Наталія Миколаївна

### Керівний склад попередніх скликань
| Прізвище, ім'я, по батькові    | Основні відомості                                                         | Дата обрання | Дата звільнення |
| ------------------------------ | ------------------------------------------------------------------------- | ------------ | --------------- |
| Здольник Геннадій Петрович     | Селищний голова, 1957 року народження, член Соціалістичної партії України | 26.03.2006   | 18.03.2010      |
| Іващенко Олександр Миколайович | Селищний голова, 1976 року народження, освіта вища                        | 31.10.2010   | 25.10.2015      |
| Токар Вадим Якович             | Селищний голова, 1982 року народження, освіта вища                        | 10.11.2015   |                 |

Примітка: таблиця складена за даними сайту Верховної Ради України

### Депутати
За результатами місцевих виборів 2010 року депутатами ради стали:

#### За суб'єктами висування
| Суб'єкт висування | Кількість обраних депутатів | %   |
| ----------------- | --------------------------- | --- |
| Самовисування     | 30                          | 100 |

#### За округами
| № округу | Прізвище, ім'я, по батькові       | Дата визнання обраним | Освіта             | Партійна приналежність                           | Відомості про обраного депутата                                                                                             |
| -------- | --------------------------------- | --------------------- | ------------------ | ------------------------------------------------ | --- |
| 1        | Ткаченко Максим Анатолійович      | 31.10.2010            | вища               | позапартійний                                    | тимчасово не працює |
| 2        | Коваль Галина Миколаївна          | 31.10.2010            | вища               | позапартійна                                     | Макарівська селищна рада, землевпорядник                                                                                    |
| 3        | Гедз Олена Федорівна              | 31.10.2010            | вища               | член Партії промисловців і підприємців України   | Макарівська селищна рада, вО селищного голови                                                                               |
| 4        | Михайленко Жанна Сергіївна        | 31.10.2010            | середня спеціальна | позапартійна                                     | Макарівська загальноосвітня школа І-ІІІ ст. № 2, заст.директора по господ.частині                                           |
| 5        | Литяк Галина Василівна            | 31.10.2010            | середня спеціальна | позапартійна                                     | пенсіонер |
| 6        | Палієнко Антоніна Володимирівна   | 31.10.2010            | вища               | позапартійна                                     | Макарівський дошкільний заклад «Барвінок», психолог                                                                         |
| 7        | Хоменко Володимир Костянтинович   | 31.10.2010            | вища               | позапартійний                                    | Макарівський НВК «Загальноосвітня школа І-ІІІ ст. — природничо-математичний ліцей», вчитель                                 |
| 8        | Савенко Михайло Михайлович        | 31.10.2010            | вища               | член Партії регіонів                             | Макарівський відділ культури, директор музичної школи                                                                       |
| 9        | Жигалко Наталія Василівна         | 31.10.2010            | вища               | позапартійна                                     | тимчасово не працює |
| 10       | Щербина Валентина Іванівна        | 31.10.2010            | вища               | позапартійна                                     | Макарівське управління праці та соц.захисту населення, начальник відділу пільгових категорій управління праці та сц.захисту |
| 11       | Соломенко Ніна Миколаївна         | 31.10.2010            | вища               | позапартійна                                     | пенсіонер |
| 12       | Бразицький Анатолій Тимофійович   | 31.10.2010            | вища               | позапартійний                                    | пенсіонер |
| 13       | Мирополець Світлана Петрівна      | 31.10.2010            | вища               | член Всеукраїнського об'єднання «Батьківщина»    | смтМакарів ЦРД «Пролісок», вихователь                                                                                       |
| 14       | Проніна Галина Тодосівна          | 31.10.2010            | вища               | член Соціалістичної партії України               | Макарівська райспоживспілка, голова                                                                                         |
| 15       | Третяк Олександр Леонідович       | 31.10.2010            | вища               | член Української селянської демократичної партії | Макарівська школа мистецтв, викладач                                                                                        |
| 16       | Дрига Лариса Петрівна             | 31.10.2010            | вища               | позапартійна                                     | Макарівська філія газового господарства ВАТ «Київоблгаз», інспектор з кадрів                                                |
| 17       | Михайловський Аркадій Петрович    | 30.05.2011            | вища               | позапартійний                                    | ДЗ «Макарівська районна СЕС» МОЗ, лікар-лаборант-гігієніст                                                                  |
| 18       | Показій Антоніна Петрівна         | 31.10.2010            | вища               | позапартійна                                     | Макарівський НВК загальноосвітня школа І-ІІІ ст. № 2, вчитель                                                               |
| 19       | Журавский Олег Казимірович        | 31.10.2010            | середня спеціальна | позапартійний                                    | ПП «Тріаді», директор |
| 20       | Тарнавський Володимир Миколайович | 31.10.2010            | вища               | член Партії регіонів                             | Макарівський НВК «Загальноосвітня школа І-ІІІ ст. — природничо-математичний ліцей», директор                                |
| 21       | Токар Анатолій Павлович           | 31.10.2010            | середня            | позапартійний                                    | ТОВ «Побутовець», директор                                                                                                  |
| 22       | Бруквенко Наталія Володимирівна   | 31.10.2010            | вища               | член Партії регіонів                             | Макарівська селищна рада, спеціаліст                                                                                        |
| 23       | Лопата Олександр Сергійович       | 31.10.2010            | вища               | позапартійний                                    | Макарівське ДЕУ, інженер |
| 24       | Круподерия Сергій Володимирович   | 31.10.2010            | вища               | позапартійний                                    | смтМакарів, МРКП «Землемір», директор                                                                                       |
| 25       | Токар Вадим Якович                | 31.10.2010            | вища               | член Політичної партії «Сильна Україна»          | Міжгалузевий інститут управління, викладач                                                                                  |
| 26       | Клименко Олег Леонідович          | 31.10.2010            | вища               | позапартійний                                    | Макарівська ЦРЛ, лікар УЗД                                                                                                  |
| 27       | Островська Наталія Миколаївна     | 31.10.2010            | вища               | позапартійна                                     | Макарівська РДА, державний реєстратором апаратури                                                                           |
| 28       | Табулінська Ірина Миколаївна      | 31.10.2010            | вища               | позапартійна                                     | фізична особа-підприємець                                                                                                   |
| 29       | Крамаренко Дмитро Миколайович     | 31.10.2010            | середня            | член Всеукраїнського об'єднання «Батьківщина»    | Макарівська селищна рада, водій                                                                                             |
| 30       | Хахлюк Світлана Юрівна            | 31.10.2010            | вища               | позапартійна                                     | тимчасово не працює |